# Matilde FitzJohn
Matilde FitzJohn (em inglês:  Maud; m. 16 ou 18 de abril de 1301) foi senhora Hallamshire pelo seu primeiro casamento com Geraldo de Furnivalle, e condessa consorte de Warwick pelo seu segundo casamento com Guilherme de Beauchamp, 9.° Conde de Warwick.

## Família
Matilde foi a primeira filha e quarta criança nascida de João FitzGeoffrey, senhor de Shere e de Isabel Bigod. Sua mãe era viúva de Gilberto de Lacy, de Ewyas Lacy, antes de se casar com João.
Seus avós paternos eram Godofredo FitzPeter, 1.° Conde de Essex e sua segunda esposa, Avelina de Clare. Seus avós maternos eram Hugo Bidog, 3.° Conde de Norfolk e Matilde Marshal, filha de Guilherme Marshal, 1.º Conde de Pembroke, um famoso cavaleiro que serviu quatro reis ingleses, e de Isabel de Clare, 4.° condessa de Pembroke.
Matilde teve cinco irmãos por parte de pai e mãe, que eram: João, marido de Margarida Basset; Ricardo, senhor FitzJohn a partir de 1290, e marido de uma mulher chamada Ema; Guilherme; Avelina, esposa de Valter de Burgh, 1.° Conde de Ulster; Joana, esposa de Teodoro Butler, 4.° chefe mordomo da Irlanda, e Isabel, esposa de Roberto de Vespont, senhor de Westmoreland.
Do primeiro casamento de sua mãe, era meia-irmã de: Valter de Lacy; Margarida, casada com João de Verdun, e Matilde, suo jure senhora de Trim e de Ludlow, primeiro foi esposa de Pedro de Genebra, e depois foi casada com o barão Godofredo de Geneville.

## Biografia

### Primeiro casamento
Matilde casou-se com Sir Geraldo, filho de Tomás de Furnivalle e de Berta, em uma data desconhecida.
Ele era senhor de Hallamshire, o nome histórico para a cidade de Sheffield, no condado de South Yorkshire, na Inglaterra.
Ele morreu antes de 18 de outubro de 1261. O casal não teve filhos.

### Segundo casamento
Anos depois, antes de 7 de janeiro de 1269, Matilde casou-se com o conde Guilherme de Beauchamp, que também era Alto Xerife de Worcestershire. O conde era filho de Guilherme de Beauchamp, barão de Elmley e de Isabel Mauduit.
Guilherme faleceu em junho de 1298, e foi enterrado na Igreja Franciscana de Worcester.
A condessa Matilde faleceu alguns anos depois, em 16 ou 18 de abril de 1301. Em 7 de maio, foi sepultada na mesma igreja que o marido.

## Descendência
De seu segundo casamento:
- Guido de Beauchamp, 10.° Conde de Warwick (1270/71 - agosto de 1315), um dos responsáveis pela execução de Piers Gaveston, Conde da Cornualha, o favorito do rei Eduardo II de Inglaterra. Foi marido de Alice de Toeni. Teve descendência;
- Isabel de Beauchamp (m. 1306), primeiro foi casada com Sir Patrício Chaworth, com quem teve uma filha, e depois foi esposa de Hugo le Despenser, 1.° Conde de Winchester. Foi mãe de Hugo Despenser, o Jovem, outro favorito do rei Eduardo II;
- Uma filha, freira em Shouldham, em Norfolk;
- Uma filha, freira em Shouldham, em Norfolk.